# T.A.T.u./Diskografie
Diese Diskografie ist eine Übersicht über die musikalischen Werke des russischen Pop-Duos t.A.T.u.. Den Schallplattenauszeichnungen zufolge hat es bisher mehr als 7,4 Millionen Tonträger verkauft, davon in seiner Heimat über 500.000. Ihre erfolgreichste Veröffentlichung ist das Debütalbum 200 km/h in the Wrong Lane mit über vier Millionen verkauften Einheiten.

## Alben

### Studioalben
| Jahr | Titel                      | Höchstplatzierung, Gesamtwochen, AuszeichnungChartplatzierungen (Jahr, Titel, Platzierungen, Wochen, Auszeichnungen, Anmerkungen) | Höchstplatzierung, Gesamtwochen, AuszeichnungChartplatzierungen (Jahr, Titel, Platzierungen, Wochen, Auszeichnungen, Anmerkungen) | Höchstplatzierung, Gesamtwochen, AuszeichnungChartplatzierungen (Jahr, Titel, Platzierungen, Wochen, Auszeichnungen, Anmerkungen) | Höchstplatzierung, Gesamtwochen, AuszeichnungChartplatzierungen (Jahr, Titel, Platzierungen, Wochen, Auszeichnungen, Anmerkungen) | Höchstplatzierung, Gesamtwochen, AuszeichnungChartplatzierungen (Jahr, Titel, Platzierungen, Wochen, Auszeichnungen, Anmerkungen) | Anmerkungen                                                   |
| Jahr | Titel                      | DE | AT | CH | UK | US | Anmerkungen                                                   |
| ---- | -------------------------- | --- | --- | --- | --- | --- | ------------------------------------------------------------- |
| 2001 | 200 По Встречной           | — | — | — | — | — | Erstveröffentlichung: 21. Mai 2001 Verkäufe: + 1.000.000      |
| 2002 | 200 km/h in the Wrong Lane | DE3 Gold · (34 Wo.)DE | AT1 Gold · (27 Wo.)AT | CH5 Platin · (35 Wo.)CH | UK12 Gold · (19 Wo.)UK | US13 Gold · (33 Wo.)US | Erstveröffentlichung: 10. Dezember 2002 Verkäufe: + 4.000.000 |
| 2005 | Dangerous and Moving       | DE12 (6 Wo.)DE | AT13 (5 Wo.)AT | CH26 (13 Wo.)CH | UK78 (1 Wo.)UK | US131 (1 Wo.)US | Erstveröffentlichung: 10. Oktober 2005 Verkäufe: + 150.000    |
| 2005 | Люди Инвалиды              | — | — | — | — | — | Erstveröffentlichung: 21. Oktober 2005 Verkäufe: + 300.000    |
| 2008 | Весёлые Улыбки             | — | — | — | — | — | Erstveröffentlichung: 21. Oktober 2008                        |
| 2009 | Waste Management           | — | — | — | — | — | Erstveröffentlichung: 15. Dezember 2009                       |

### Kompilationen
- 2006: The Best

### Remixalben
- 2003: t.A.T.u. Remixes (Verkäufe: + 100.000)[3]
- 2011: Waste Management Remixes

### EPs
- 2002: 200 km/h in the Wrong Lane Enhanced Advanced Album Sampler
- 2005: All About Us (The Remixes)
- 2006: Gomenasai

## Singles

### Als Leadmusikerinnen
| Jahr | Titel Album                                        | Höchstplatzierung, Gesamtwochen, AuszeichnungChartplatzierungen (Jahr, Titel, Album, Platzierungen, Wochen, Auszeichnungen, Anmerkungen) | Höchstplatzierung, Gesamtwochen, AuszeichnungChartplatzierungen (Jahr, Titel, Album, Platzierungen, Wochen, Auszeichnungen, Anmerkungen) | Höchstplatzierung, Gesamtwochen, AuszeichnungChartplatzierungen (Jahr, Titel, Album, Platzierungen, Wochen, Auszeichnungen, Anmerkungen) | Höchstplatzierung, Gesamtwochen, AuszeichnungChartplatzierungen (Jahr, Titel, Album, Platzierungen, Wochen, Auszeichnungen, Anmerkungen) | Höchstplatzierung, Gesamtwochen, AuszeichnungChartplatzierungen (Jahr, Titel, Album, Platzierungen, Wochen, Auszeichnungen, Anmerkungen) | Anmerkungen                                                   |
| Jahr | Titel Album                                        | DE | AT | CH | UK | US | Anmerkungen                                                   |
| ---- | -------------------------------------------------- | --- | --- | --- | --- | --- | ------------------------------------------------------------- |
| 2002 | All the Things She Said 200 km/h in the Wrong Lane | DE1 ×2Doppelplatin · (19 Wo.)DE | AT1 Gold · (25 Wo.)AT | CH1 Platin · (32 Wo.)CH | UK1 Platin · (17 Wo.)UK | US20 (20 Wo.)US | Erstveröffentlichung: 9. September 2002 Verkäufe: + 1.812.500 |
| 2003 | Not Gonna Get Us 200 km/h in the Wrong Lane        | DE15 (9 Wo.)DE | AT5 (16 Wo.)AT | CH18 (18 Wo.)CH | UK7 (13 Wo.)UK | — | Erstveröffentlichung: 3. Februar 2003 Verkäufe: + 35.000      |
| 2003 | How Soon Is Now? 200 km/h in the Wrong Lane        | DE33 (8 Wo.)DE | AT37 (5 Wo.)AT | CH21 (6 Wo.)CH | — | — | Erstveröffentlichung: 24. Mai 2003                            |
| 2005 | All About Us Dangerous and Moving                  | DE7 (18 Wo.)DE | AT3 (20 Wo.)AT | CH9 (31 Wo.)CH | UK8 (7 Wo.)UK | — | Erstveröffentlichung: 30. September 2005                      |
| 2006 | Friend or Foe Dangerous and Moving                 | — | — | CH75 (2 Wo.)CH | UK48 (1 Wo.)UK | — | Erstveröffentlichung: 10. März 2006                           |
| 2006 | Gomenasai Dangerous and Moving                     | DE30 (9 Wo.)DE | AT47 (3 Wo.)AT | — | — | — | Erstveröffentlichung: 12. Mai 2006                            |

Weitere Singles
- 2000: Я сошла с ума
- 2001: Нас не догонят
- 2001: 30 минут
- 2002: Простые движения
- 2003: Show Me Love
- 2004: Поэзия (mit Полюса)
- 2005: Люди Инвалиды
- 2007: Белый плащик
- 2008: 220
- 2008: You and I
- 2008: Снегопады
- 2009: Snowfalls

### Als Gastmusikerinnen
| Jahr | Titel Album                  | Höchstplatzierung, Gesamtwochen, AuszeichnungChartplatzierungen (Jahr, Titel, Album, Platzierungen, Wochen, Auszeichnungen, Anmerkungen) | Höchstplatzierung, Gesamtwochen, AuszeichnungChartplatzierungen (Jahr, Titel, Album, Platzierungen, Wochen, Auszeichnungen, Anmerkungen) | Höchstplatzierung, Gesamtwochen, AuszeichnungChartplatzierungen (Jahr, Titel, Album, Platzierungen, Wochen, Auszeichnungen, Anmerkungen) | Höchstplatzierung, Gesamtwochen, AuszeichnungChartplatzierungen (Jahr, Titel, Album, Platzierungen, Wochen, Auszeichnungen, Anmerkungen) | Höchstplatzierung, Gesamtwochen, AuszeichnungChartplatzierungen (Jahr, Titel, Album, Platzierungen, Wochen, Auszeichnungen, Anmerkungen) | Anmerkungen                                                                                  |
| Jahr | Titel Album                  | DE | AT | CH | UK | US | Anmerkungen                                                                                  |
| ---- | ---------------------------- | --- | --- | --- | --- | --- | -------------------------------------------------------------------------------------------- |
| 2005 | Happy Birthday We the People | DE4 Gold · (13 Wo.)DE | AT10 (20 Wo.)AT | CH11 (24 Wo.)CH | — | — | Erstveröffentlichung: 19. Dezember 2005 Verkäufe: + 150.000; Flipsyde feat. Piper & t.A.T.u. |

## Videoalben und Musikvideos

### Videoalben
- 2002: All the Things She Said – The Video
- 2003: t.A.T.u. The Video Collection
- 2003: Screaming for More
- 2004: Anatomija t.A.T.u.
- 2005: Compilation Promo DVD (VÖ in Griechenland)
- 2007: .Truth. Live in St. Petersburg (VÖ in Japan; limitiert 4.200 Stück)[4]
- 2008: Bely Plaschtschik

### Musikvideos
| Jahr | Titel                                 | Regie                         |
| ---- | ------------------------------------- | ----------------------------- |
| 2000 | Я сошла с ума (3 Versionen)           | Iwan Schapowalow              |
| 2001 | Нас не догонят (2 Versionen)          | Iwan Schapowalow              |
| 2001 | 30 минут / 30 Minutes                 | Iwan Schapowalow              |
| 2002 | Простые движения                      | Iwan Schapowalow              |
| 2002 | All the Things She Said (2 Versionen) | Iwan Schapowalow              |
| 2003 | Not Gonna Get Us (2 Versionen)        | Iwan Schapowalow              |
| 2003 | Не верь, не бойся, не проси           | Iwan Schapowalow              |
| 2003 | How Soon Is Now?                      | Jelena Katina, Julija Wolkowa |
| 2003 | Show Me Love                          | Iwan Schapowalow              |
| 2004 | Ты согласна                           | Iwan Schapowalow              |
| 2004 | Я Буду                                | Witali Manski                 |
| 2005 | Люди инвалиды                         | James Cox                     |
| 2005 | All About Us (2 Versionen)            | James Cox                     |
| 2005 | Friend or Foe (2 Versionen)           | James Cox                     |
| 2006 | Gomenasai (2 Versionen)               | Hype Williams                 |
| 2007 | Белый плащик                          | James Cox                     |
| 2008 | 220                                   | James Cox                     |
| 2009 | Снегопады                             | Boris Renski                  |
| 2009 | Snowfalls                             | Boris Renski                  |
| 2009 | White Robe                            | James Cox                     |
| 2010 | Sparks                                | James Cox                     |

## Promoveröffentlichungen
Promo-Singles
Nachfolgende Veröffentlichungen erschienen allesamt ausschließlich als Promo-Versionen auf Vinyl, die kostenlos an DJs ausgegeben wurden:
- 2002: All the Things She Said (Remixes)
- 2003: Not Gonna Get Us (Remixes)
- 2003: How Soon Is Now?
- 2005: Dangerous and Moving
- 2005: All About Us
- 2005: Friend or Foe
- 2006: Loves Me Not
- 2009: White Robe
- 2010: Sparks

## Statistik

### Chartauswertung
|                     | DE    | AT    | CH    | UK    | US    |
| ------------------- | ----- | ----- | ----- | ----- | ----- |
| Nummer-eins-Alben   | DE—DE | AT1AT | CH—CH | UK—UK | US—US |
| Top-10-Alben        | DE1DE | AT1AT | CH1CH | UK—UK | US—US |
| Alben in den Charts | DE2DE | AT2AT | CH2CH | UK2UK | US2US |

|                       | DE    | AT    | CH    | UK    | US    |
| --------------------- | ----- | ----- | ----- | ----- | ----- |
| Nummer-eins-Singles   | DE1DE | AT1AT | CH1CH | UK1UK | US—US |
| Top-10-Singles        | DE3DE | AT4AT | CH2CH | UK3UK | US—US |
| Singles in den Charts | DE6DE | AT6AT | CH6CH | UK4UK | US1US |

### Auszeichnungen für Musikverkäufe
| Silberne Schallplatte - Portugal - 2003: für das Album 200 km/h in the Wrong Lane Goldene Schallplatte - Australien - 2003: für das Album 200 km/h in the Wrong Lane - 2003: für die Single Not Gonna Get Us - Brasilien - 2024: für die Single All the Things She Said - Dänemark - 2003: für die Single All the Things She Said - Frankreich - 2003: für die Single All the Things She Said - 2003: für das Album 200 km/h in the Wrong Lane - Griechenland - 2003: für die Single All the Things She Said - 2003: für das Album 200 km/h in the Wrong Lane - Italien - 2023: für die Single All the Things She Said - Malaysia - 2003: für das Album 200 km/h in the Wrong Lane - Mexiko - 2003: für das Album 200 km/h in the Wrong Lane - 2006: für das Album Dangerous and Moving - Neuseeland - 2003: für die Single All the Things She Said - Russland - 2004: für das Album t.A.T.u. Remixes - 2005: für das Album Dangerous and Moving - Schweden - 2003: für das Album 200 km/h in the Wrong Lane - Singapur - 2003: für das Album 200 km/h in the Wrong Lane - Spanien - 2002: für das Album 200 km/h in the Wrong Lane - 2024: für die Single All the Things She Said - Südafrika - 2003: für das Album 200 km/h in the Wrong Lane - Thailand - 2003: für das Album 200 km/h in the Wrong Lane - Tschechien - 2003: für das Album 200 km/h in the Wrong Lane - Ungarn - 2003: für das Album 200 km/h in the Wrong Lane | Platin-Schallplatte - Australien - 2003: für die Single All the Things She Said - Belgien - 2002: für die Single All the Things She Said - Europa - 2002: für das Album 200 по встречной - 2003: für das Album 200 km/h in the Wrong Lane - Finnland - 2003: für das Album 200 km/h in the Wrong Lane - Indonesien - 2003: für das Album 200 km/h in the Wrong Lane - Italien - 2003: für das Album 200 km/h in the Wrong Lane - Polen - 2002: für das Album 200 по встречной - Russland - 2005: für das Album Люди Инвалиды - Schweden - 2002: für die Single All the Things She Said - Südkorea - 2003: für das Album 200 km/h in the Wrong Lane - Taiwan - 2003: für das Album 200 km/h in the Wrong Lane | 2× Platin-Schallplatte - Kanada - 2014: für das Album 200 km/h in the Wrong Lane - Norwegen - 2003: für die Single All the Things She Said 3× Platin-Schallplatte - Hongkong - 2003: für das Album 200 km/h in the Wrong Lane 7× Platin-Schallplatte - Japan - 2003: für das Album 200 km/h in the Wrong Lane |

Anmerkung: Auszeichnungen in Ländern aus den Charttabellen bzw. Chartboxen sind in ebendiesen zu finden.
| Land/RegionAuszeichnungen für Musikverkäufe (Land/Region, Auszeichnungen, Verkäufe, Quellen) | Silber  | Gold       | Platin       | Verkäufe    | Quellen                                                    |
| -------------------------------------------------------------------------------------------- | ------- | ---------- | ------------ | ----------- | ---------------------------------------------------------- |
| Australien (ARIA)                                                                            | —       | 2× Gold2   | Platin1      | 140.000     | aria.com.au                                                |
| Belgien (BRMA)                                                                               | —       | —          | Platin1      | 50.000      | ultratop.be                                                |
| Brasilien (PMB)                                                                              | —       | Gold1      | —            | 30.000      | pro-musicabr.org.br                                        |
| Dänemark (IFPI)                                                                              | —       | Gold1      | —            | 10.000      | Einzelnachweise                                            |
| Deutschland (BVMI)                                                                           | —       | 2× Gold2   | 2× Platin2   | 900.000     | musikindustrie.de                                          |
| Europa (IFPI)                                                                                | —       | —          | 2× Platin2   | (2.000.000) | ifpi.org (Memento vom 1. Januar 2014 im Internet Archive)  |
| Finnland (IFPI)                                                                              | —       | —          | Platin1      | 49.418      | ifpi.fi                                                    |
| Frankreich (SNEP)                                                                            | —       | 2× Gold2   | —            | 350.000     | snepmusique.com                                            |
| Griechenland (IFPI)                                                                          | —       | 2× Gold2   | —            | 25.000      | ifpi.gr (Memento vom 27. Oktober 2007 im Internet Archive) |
| Hongkong (IFPI/HKRIA)                                                                        | —       | —          | 3× Platin3   | 60.000      | Einzelnachweise                                            |
| Indonesien (ASIRI)                                                                           | —       | —          | Platin1      | 50.000      | Einzelnachweise                                            |
| Italien (FIMI)                                                                               | —       | Gold1      | Platin1      | 150.000     | fimi.it                                                    |
| Japan (RIAJ)                                                                                 | —       | —          | 7× Platin7   | 1.750.000   | riaj.or.jp                                                 |
| Kanada (MC)                                                                                  | —       | —          | 2× Platin2   | 200.000     | musiccanada.com                                            |
| Malaysia (RIM)                                                                               | —       | Gold1      | —            | 10.000      | Einzelnachweise                                            |
| Mexiko (AMPROFON)                                                                            | —       | 2× Gold2   | —            | 125.000     | amprofon.com                                               |
| Neuseeland (RMNZ)                                                                            | —       | Gold1      | —            | 7.500       | aotearoamusiccharts.co.nz                                  |
| Norwegen (IFPI)                                                                              | —       | —          | 2× Platin2   | 20.000      | ifpi.no (Memento vom 5. November 2012 im Internet Archive) |
| Österreich (IFPI)                                                                            | —       | 2× Gold2   | —            | 40.000      | ifpi.at                                                    |
| Polen (ZPAV)                                                                                 | —       | —          | Platin1      | 70.000      | olis.pl                                                    |
| Portugal (AFP)                                                                               | Silber1 | —          | —            | 10.000      | nfpf.org (Memento vom 5. Februar 2013 im Internet Archive) |
| Russland (NFPF)                                                                              | —       | 2× Gold2   | Platin1      | 500.000     | Einzelnachweise                                            |
| Schweden (IFPI)                                                                              | —       | Gold1      | Platin1      | 45.000      | sverigetopplistan.se                                       |
| Schweiz (IFPI)                                                                               | —       | —          | 2× Platin2   | 80.000      | hitparade.ch                                               |
| Singapur (RIAS)                                                                              | —       | Gold1      | —            | 7.500       | Einzelnachweise                                            |
| Spanien (Promusicae)                                                                         | —       | 2× Gold2   | —            | 80.000      | elportaldemusica.es                                        |
| Südafrika (RISA)                                                                             | —       | Gold1      | —            | 25.000      | Einzelnachweise                                            |
| Südkorea (KMCA)                                                                              | —       | —          | Platin1      | 30.000      | Einzelnachweise                                            |
| Taiwan (RIT)                                                                                 | —       | —          | Platin1      | 30.000      | Einzelnachweise                                            |
| Thailand (TECA)                                                                              | —       | Gold1      | —            | 20.000      | Einzelnachweise                                            |
| Tschechien (IFPI)                                                                            | —       | Gold1      | —            | 25.000      | Einzelnachweise                                            |
| Ungarn (MAHASZ)                                                                              | —       | Gold1      | —            | 15.000      | slagerlistak.hu                                            |
| Vereinigte Staaten (RIAA)                                                                    | —       | Gold1      | —            | 500.000     | riaa.com                                                   |
| Vereinigtes Königreich (BPI)                                                                 | —       | Gold1      | Platin1      | 700.000     | bpi.co.uk                                                  |
| Insgesamt                                                                                    | Silber1 | 29× Gold29 | 31× Platin31 |             |                                                            |